# Cooper T53
Chronologie des modèles (1960-1961-1962)
Cooper T51 Cooper T55
La Cooper T53 est une monoplace engagée en Formule 1 et en Formule 2 au début des années 1960. Elle permet à son écurie, Cooper Car Company de devenir championne du monde des constructeurs en 1960 et à l'Australien Jack Brabham de devenir champion du monde des pilotes la même année.

## Pilotes en championnat du monde de Formule 1
La Cooper T53 a connu au total 14 pilotes en championnat du monde de Formule 1 entre 1960 et 1963 :
- Lorenzo Bandini
- Jack Brabham
- Tino Brambilla
- Bernard Collomb
- Masten Gregory
- Walt Hansgen
- Mike Harris
- Jackie Lewis
- Tim Mayer
- Bruce McLaren
- Roger Penske
- Roy Salvadori
- Hap Sharp
- John Surtees

## Moteurs
La Cooper T53 fut modifiée par certains pilotes, comme Mike Harris. Au total, la T53 a donc connu 3 types de moteurs en Formule 1. D'abord le Coventry Climax FPF qui est un 4 cylindres en ligne d'environ 1 500 cm3. Ensuite le Maserati Tipo 6-1500 qui est aussi un 4 cylindres en ligne d'environ 1 500 cm3. Enfin, l'Alfa Romeo Giulietta, du même type que les deux précédents.